# Wald von Plaka

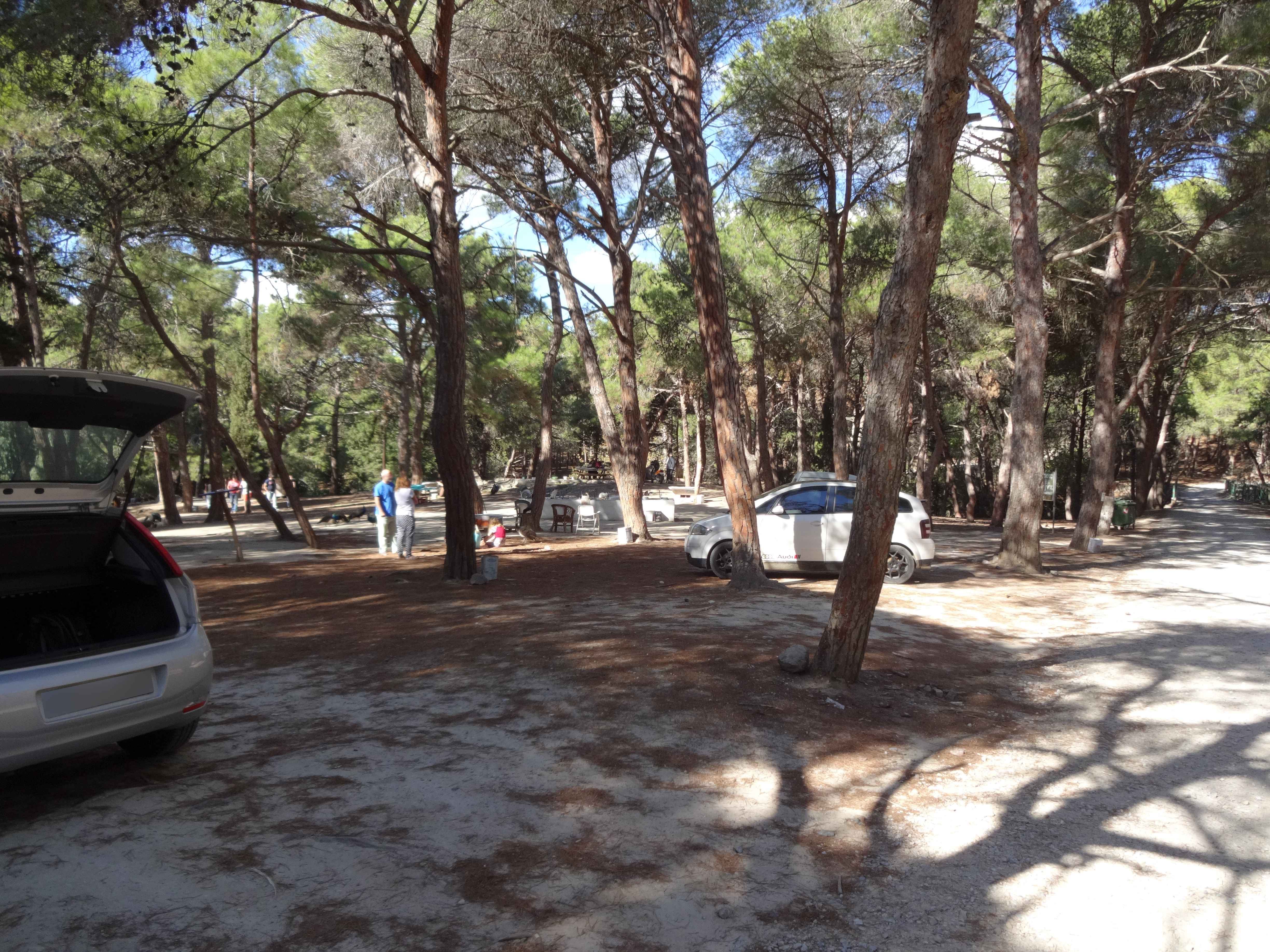
Picknick-Parkplatz im Wald von Plaka (Kos, Griechenland); im Hintergrund die Picknick-Anlage, am rechten Bildrand die durch den Wald führende Straße zwischen Andimachia und Kefalos

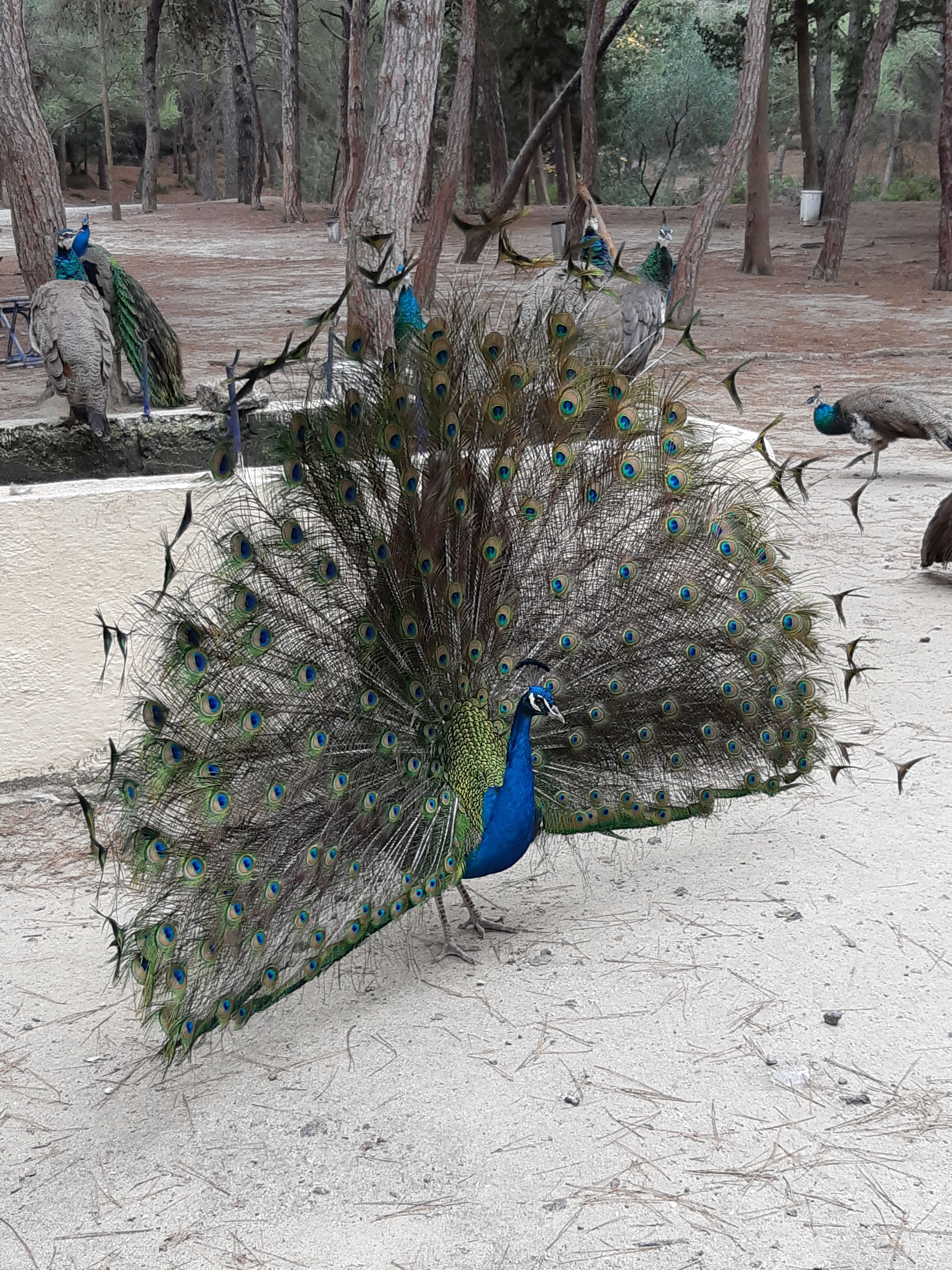
Picknick-Anlage mit Pfau, Dezember 2019

Der Wald von Plaka (griechisch Δάσος Πλάκας Dásos Plákas; auch: Pfauenwald genannt) befindet sich in der Nähe von Andimachia auf der Insel Kos in Griechenland.

## Lage, Anfahrt
Der Wald von Plaka liegt in der Nähe des Flughafens der Insel Kos etwa in der Mitte der Insel in einer natürlichen Senke auf einer Höhe zwischen 50 m bis 90 m über dem Meer. Die Entfernung zum Flughafen Kos beträgt etwa 2,5 km Luftlinie, nach Andimachia 3,5 km und nach Kefalos rund 11 km Luftlinie.
Der Wald ist ein auch bei Einheimischen beliebtes Ausflugsziel. Die Zufahrt erfolgt über eine Abzweigung von der Hauptstraße von Kos nach Kefalos. Nach dem Flughafen (Richtung Kefalos) befindet sich rechts ein leicht zu übersehendes Hinweisschild „Plaka“ zu dieser Abzweigung. In der Gegenrichtung zweigt die Hauptstraße in einem spitzen Winkel von der ehemaligen Verbindungsstraße ab, die nun südlich und östlich bis zum Flughafen um den Wald herumgeführt wird. Dieser ca. drei Kilometer lange Straßenabschnitt ist auf der Insel die einzige Straße mit getrennten Richtungsfahrstreifen und bepflanztem Trennstreifen.
Die alte Straße durch den Wald ist teilweise in schlechtem Zustand (teilweise Schotter) und führt an einem Steinbruch vorbei.

## Flora und Fauna
Der zusammenhängende Teil des Waldes besteht sehr weitgehend aus Pinien und hat eine Fläche über 30 ha (Waldfläche). Der Wald ist tagsüber frei zugänglich.
An der hier durchführenden Straße befindet sich ein Picknickplatz, an dem sich freilebende, recht zutrauliche Pfaue aufhalten. Daher wird der Wald auch Pfauenwald genannt. Mit den Pfauen zusammen leben hier auch viele Katzen. Bei einem kleinen Teich und nahen Feuchtgebiet finden sich freilebende Schildkröten.